# Kanton Amiens-2
Kanton Amiens-2 (fr. Canton d'Amiens-2) je francouzský kanton v departementu Somme v regionu Hauts-de-France. Tvoří ho deset obcí a část města Amiens. Zřízen byl v roce 2015.

## Obce kantonu
- Allonville
- Amiens (část)
- Bertangles
- Cardonnette
- Coisy
- Montonvillers
- Poulainville
- Querrieu
- Rainneville
- Saint-Gratien
- Villers-Bocage